# Záluží (Tábor)
Záluží (německy Saluschi) je vesnice, část města Tábor ve stejnojmenném okrese v Jihočeském kraji. Nachází se čtyři kilometry severovýchodně od Tábora, u silnice č.137 Tábor – Mladá Vožice – Načeradec.

## Historie
První písemná zmínka o vesnici pochází z roku 1432.
V roce 1413 se zde připomíná jistý Lev ze Záluží, jenž v roce 1415, po upálení Jana Husa, podepsal stížnou deklaraci české šlechty ke Kostnickému koncilu. V roce 1554 kupuje ves Jan Přehořovský z Kvasejovic a připojuje ji k Měšicům. Počátkem 17. století zakoupil vesnici táborský měšťan Pavel Zálužský a v roce 1603 jí prodal městu Táboru za 2000 kop míšenských.

## Obyvatelstvo
| Rok            | 1869 | 1880 | 1890 | 1900 | 1910 | 1921 | 1930 | 1950 | 1961 | 1970 | 1980 | 1991 | 2001 | 2011 | 2021 |
| -------------- | ---- | ---- | ---- | ---- | ---- | ---- | ---- | ---- | ---- | ---- | ---- | ---- | ---- | ---- | ---- |
| Počet obyvatel | 146  | 163  | 170  | 168  | 191  | 190  | 222  | 227  | 223  | 215  | 192  | 196  | 195  | 196  | 189  |
| Počet domů     | 19   | 19   | 19   | 21   | 28   | 30   | 42   | 50   | 70   | 53   | 55   | 60   | 63   | 73   | 75   |

## Obecní správa
Při sčítání lidu v letech 1850–1971 Záluží bylo osadou obce Měšice v okrese Tábor. Od 26. listopadu 1971 je částí města Tábor ve stejnojmenném okrese, kdy se konaly městské volby.

## Galerie

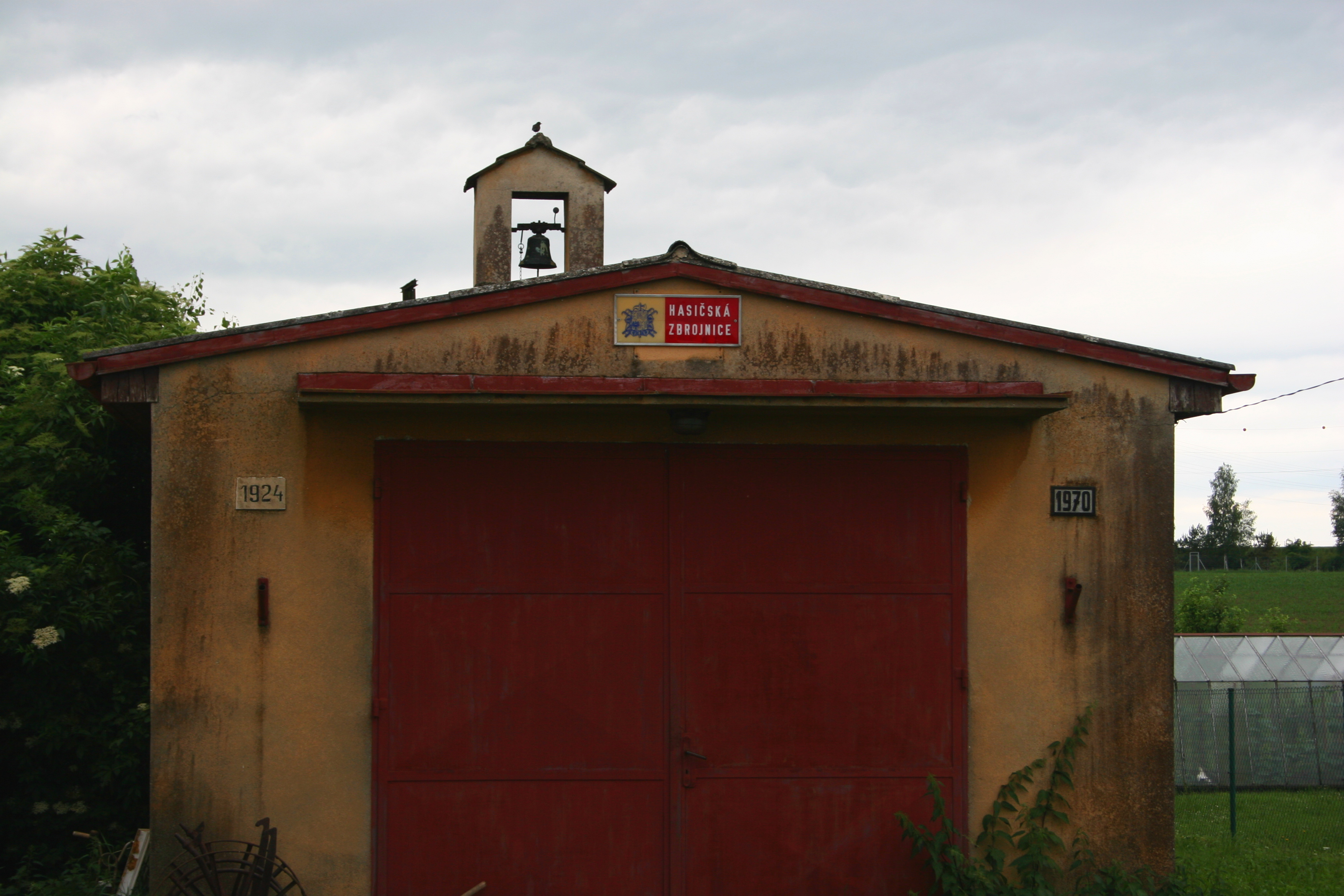
Požární zbrojnice se zvoničkou
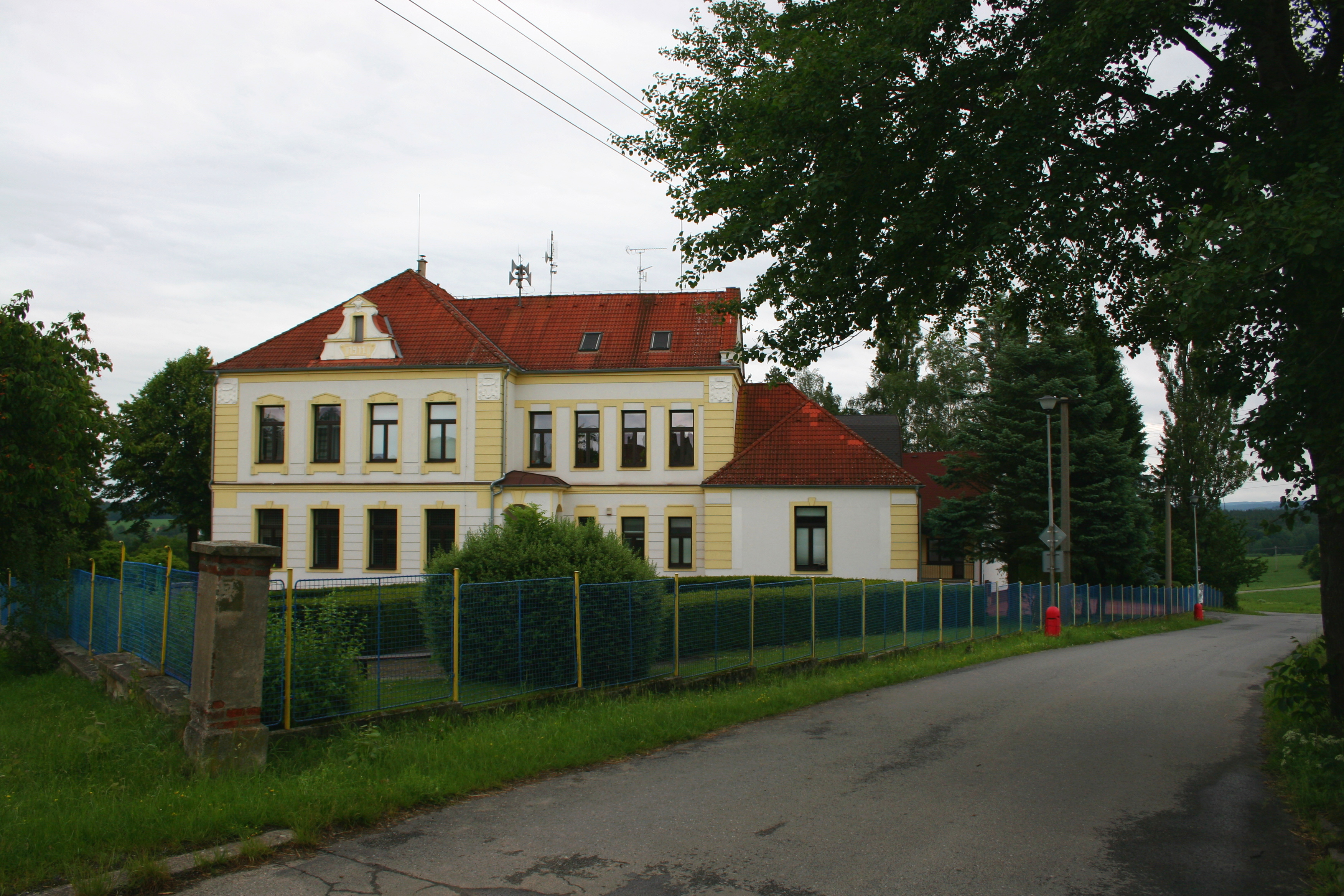
Denní stacionář
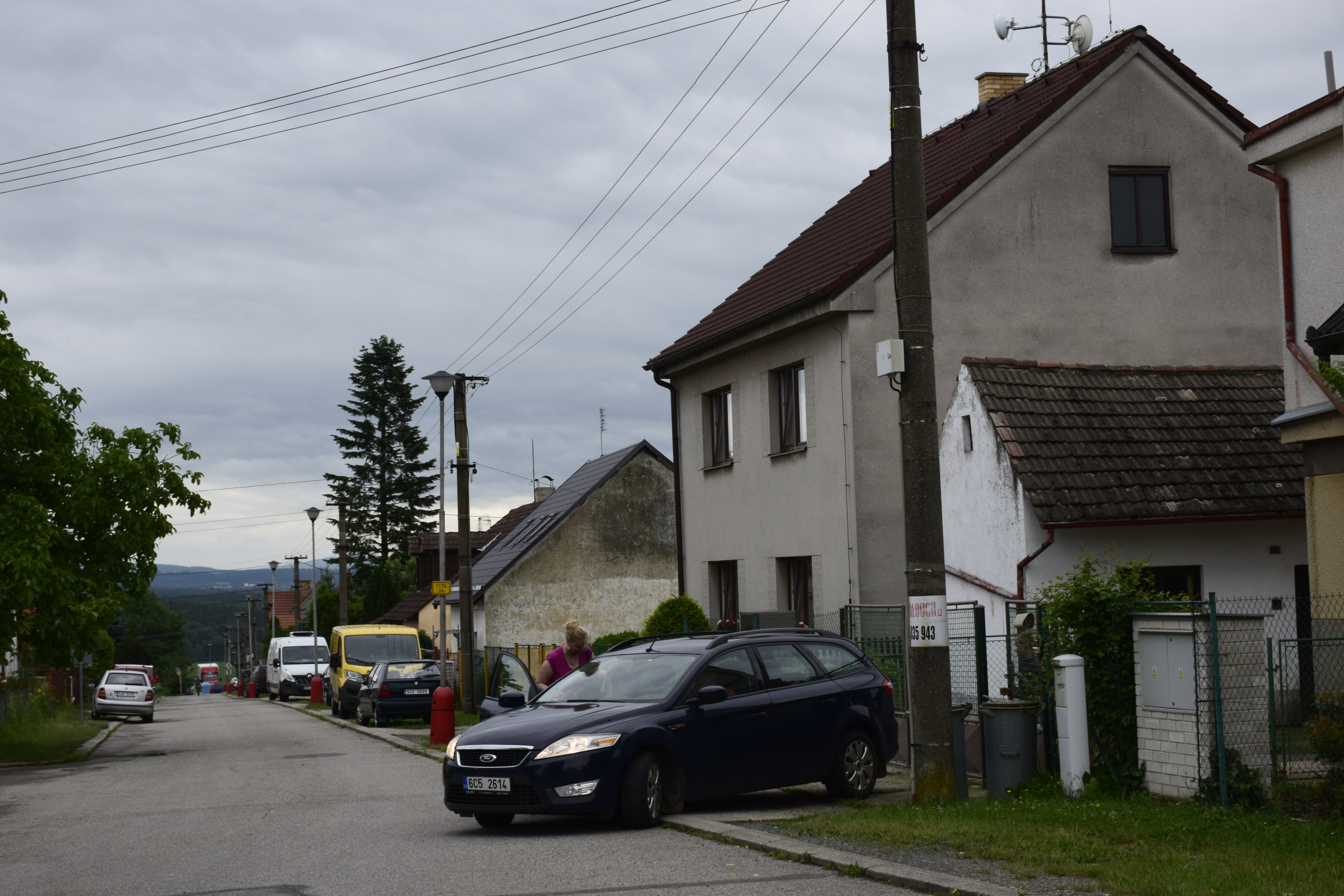
Ulice
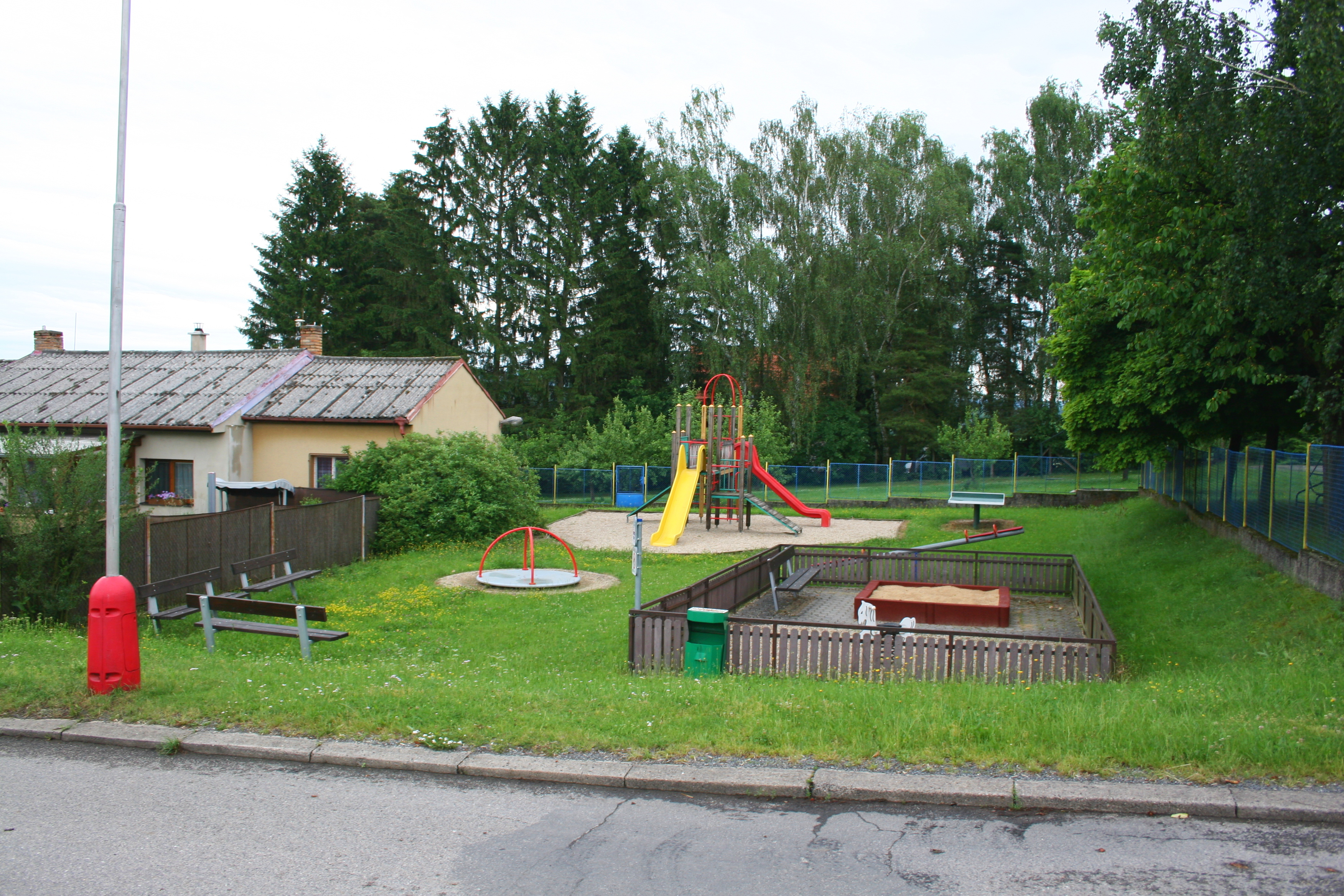
Dětské hřiště